# Federació Ruandesa de Futbol Associació
La Federació Ruandesa de Futbol Associació (FRFA) —en francès: Fédération Rwandaise de Football Association— és la institució que regeix el futbol a Ruanda. Agrupa tots els clubs de futbol del país i es fa càrrec de l'organització de la Lliga ruandesa de futbol i la Copa. També és titular de la Selecció de futbol de Ruanda absoluta i les de les altres categories.
Va ser formada el 1975.
- Afiliació a la FIFA: 1978
- Afiliació a la CAF: 1976